# Leptoiulus kervillei
Leptoiulus kervillei är en mångfotingart som beskrevs av Henri W. Brölemann 1896. Leptoiulus kervillei ingår i släktet Leptoiulus och familjen kejsardubbelfotingar. Inga underarter finns listade i Catalogue of Life.